# Santo Domingo (Ilocos Sur)
Santo Domingo ist eine Stadtgemeinde in der philippinischen Provinz Ilocos Sur und liegt am Südchinesischen Meer. Im Jahre 2015 zählte das 58,2 km² große Gebiet 27.975 Einwohner, wodurch sich eine Bevölkerungsdichte von 481 Einwohnern pro km² ergibt. Das Gelände ist hauptsächlich sehr flach und steigt nur im äußersten Osten aufgrund der Kordilleren stark an. Die meisten Einwohner leben von der Landwirtschaft und vom Fischfang. In der Gemeinde ist das Environmental Research and Training Center der University of Northern Philippines angesiedelt.
Santo Domingo ist in folgende 36 Baranggays aufgeteilt:
| - Binalayangan - Binongan - Borobor - Cabaritan - Cabigbigaan - Calautit - Calay-ab - Camestizoan - Casili - Flora - Lagatit - Laoingen | - Lussoc - Nalasin - Nagbettedan - Naglaoa-an - Nambaran - Nanerman - Napo - Padu Chico - Padu Grande - Paguraper - Panay - Pangpangdan | - Parada - Paras - Poblacion - Puerta Real - Pussuac - Quimmarayan - San Pablo - Santa Cruz - Santo Tomas - Sived - Vacunero - Suksukit |